# Cypripedium
Cypripedium é um género botânico pertencente à família das orquídeas (Orchidaceae). De acordo com o banco de dados do Royal Botanic Garden, em dezembro de 2008, é formado por 57 espécies, e sete híbridos naturais são aceitos, no entanto, há mais de trezentos outros híbridos descritos cuja identidade ainda não se encontra esclarecida. São plantas terrestres que crescem em áreas de clima frio em grande parte do hemisfério norte. Algumas espécies crescem até no Alaska e Sibéria, um habitat extremamente frio para quase todas as outras orquídeas.
Na Ásia, onde mais de quarenta espécies ocorrem, o gênero tem longa história de uso medicinal. Na América existem cerca de quinze espécies, Apenas três chegam à América Central ou México, onde o clima já é quente demais e as estações menos marcadas, sem um inverno de frio constante, tão necessário para estas plantas.
A maioria das espécies está se tornando rara, algumas próximas da extinção, devido ao contínuo encolhimento de áreas selvagens e devido à coleta excessiva. No final do século XX apenas uma planta de Cypripedium calceolus era registrada como sobrevivente na Grã-Bretanha.

## Características
Como a maioria das espécies terrestres de orquídeas, apresentam rizoma curto e robusto, crescendo no solo próximo à superfície, em ciclos anuais quando, para cada novo broto de um lado, um antigo seca do outro. O caule geralmente é ereto com diversas folhas distribuídas pelo seu comprimento, contudo há casos em que o caule é tão curto que as folhas parecem brotar diretamente do solo. as folhas usualmente são pubescentes, de formatos variados.
A inflorescência é racemosa comportando de uma a doze flores, como no Cypripedium californicum, mas geralmente são cerca de três. As flores seguem a estrutura característica de toda a subfamília, com sépalas laterais parcial ou totalmente fundidas e labelo formando uma estrutura saquiforme. As pétalas e sépalas costumam ser da mesma cor e o labelo de cor contrastante, mas há exceções. O formato do labelo, cuja função é atrair polinizadores, varia grandemente entre as espécies. A coluna possui apenas um estaminoide. o ovário é trilocular. O agente polinizador mais comum são as abelhas.

## Taxonomia
A comparação entre o resultado das primeiras análises moleculares e a morfologia das flores e plantas tem apresentado alto grau de divergência, possivelmente devido ao longo período de isolamento ou extinção de formas intermediárias entre as espécies. A filogenia detectou dois grupos principais:
- O primeiro grupo, com flores vermelhas e amarelas, é formado pelas espécies com maior quantidade de folhas e divide-se em dois subgrupos, um do Novo Mundo outro do Velho Mundo. Possivelmente o Cypripedium irapeanum e o Cypripedium californicum são as plantas que primeiro derivaram de um ancestral comum. Estas espécies compartilham muitas características com as espécies subordinadas ao gênero Selenipedium.
- O segundo grupo é formado pelas espécies restantes as quais tendem a apresentar redução no número de folhas.

Cypripedium, cujo nome vem do grego Kypris, deusa Vênus, e pedilum, sapatinho, em referência ao labelo das flores, apesar de ser um gênero relativamente pequeno, está correntemente subdividido em 11 secções.